# Атаевка (Саратовская область)
Атаевка — село в Лысогорском районе Саратовской области России. Входит в состав Ширококарамышского муниципального образования. Основано в 1798 году.

## География
Село находится в южной части Саратовского Правобережья, в степной зоне, на правом берегу реки Медведицы, на расстоянии примерно 25 километров (по прямой) к югу от посёлка городского типа Лысые Горы. Абсолютная высота — 148 метров над уровнем моря.
Климат
Климат характеризуется как умеренно континентальный с холодной малоснежной зимой и сухим жарким летом. Среднегодовая температура воздуха — 4,1 — 4,5 °C. Средняя многолетняя температура самого холодного месяца (января) составляет −12,6 — −12,1 °С (абсолютный минимум — −41 °С), температура самого тёплого (июля) — 20,8 — 21,4 °С (абсолютный максимум — 40 °С). Среднегодовое количество атмосферных осадков — 375—450 мм, из которых большая часть (200—260 мм) выпадает в тёплый период. Снежный покров держится в среднем 142 дня в году.
Часовой пояс
Село Атаевка, как и вся Саратовская область, находится в часовой зоне МСК+1. Смещение применяемого времени относительно UTC составляет +4:00.

## Население
| 2002 | 2010 |
| ---- | ---- |
| 407  | ↘352 |

Половой состав
По данным Всероссийской переписи населения 2010 года в половой структуре населения мужчины составляли 48,3 %, женщины — соответственно 51,7 %.
Национальный состав
Согласно результатам переписи 2002 года, в национальной структуре населения русские составляли 71 % из 407 чел.